# Španski borci
Španski borci so bili prostovoljci, ki so se pridružili republikanskim silam med špansko državljansko vojno. Tam so bile ustanovljene t.i. mednarodne brigade, katerih borci so sodelovali v bojih s falangisti generala Francisca Franca.

## Slovenski prostovoljci
V Španijo je odšlo 536 prostovoljcev; najmlajši prostovoljec je imel 16, najstarejši pa 50 let. 231 Slovencev je umrlo tam, 49 je padlo med drugo svetovno vojno v Jugoslaviji, 4 v zavezniških silah. 157 je umrlo v istem času; do 30. septembra 1982 je bilo živih še 32 slovenskih španskih borcev.

## Enote
Španski borci so služili v naslednjih enotah:
- Bataljon Djuro Djaković,
- Bataljon Georgi Dimitrov,
- Bataljon Čapajev,
- 129. internacionalna brigada,
- Artilerijska enota Karl Liebknecht,
- Artilerijska enota Vasil Kolarov,
- Artilerijska enota Stjepan Radić,
- Artilerijska enota Petko Miletić,
- Internacionalna brigada Garibaldi,
- 2. (slovenska) četa Ivan Cankar (bataljon Djuro Djaković)
- četa Matija Gubec (bataljon Georgi Dimitrov)
- sovjetska podmornica C-6,
- tankovski bataljon BT,
- vojno letalstvo - Fuerzas Aéreas de la República Española (F.A.R.E.),